# برایان فوربز
برایان فوربز (انگلیسی: Bryan Forbes؛ ۲۲ ژوئیهٔ ۱۹۲۶ – ۸ مهٔ ۲۰۱۳) هنرپیشه، کارگردان، فیلم‌نامه‌نویس و تهیه‌کننده اهل بریتانیا بود. از فیلم‌های او می‌توان به جلسه احضار ارواح در یک بعدازظهر بارانی، نجواگران و اتاق ال شکل اشاره نمود.
وی همچنین برنده جوایزی همچون جایزه ادگار شده است.